# Aleksandr Degtyaryov
Bản mẫu:Eastern Slavic name
Aleksandr Viktorovich Degtyaryov (tiếng Nga: Александр Викторович Дегтярёв; sinh ngày 7 tháng 9 năm 1983) là một cầu thủ bóng đá người Nga. Anh thi đấu cho FC Sibir Novosibirsk. Anh cũng mang quốc tịch Belarus.

## Sự nghiệp câu lạc bộ
Anh ra mắt chuyên nghiệp tại Russian Second Division năm 2006 cho FC Elista.